# Односи Русије и Индије
Индијско-руски односи ( рус. Россијско-индијские отношениа; хинди : भारत-रस समबनध) су билатерални односи и свеукупна међународна политика између Републике Индије и Руске Федерације. Током Хладног рата, Индија и Совјетски Савез (СССР) су формирали јаке и стратешке односе; ово дипломатско јединство је додатно ојачано заједничким војним идеалима обе нације, као и њиховом укупном економском политиком. Након распада Совјетског Савеза, Русија је задржала исте блиске везе са Индијом; у међународном смислу, обе нације деле посебан однос. И Русија и Индија сматрају да је њихов заједнички афинитет „посебно и привилеговано стратешко партнерство“. Индија и Русија заједно су ускладиле интерес стварања мултиполарног светског поретка, од којих би сваки био један пол уместо биполарног света са падом униполарног светског поретка предвођеног Американцима.
Традиционално, индо-руско стратешко партнерство је изграђено на пет главних компоненти: политика, одбрана, цивилна нуклеарна енергија, антитерористичка сарадња, као и унапређење и истраживање путовања у свемир. Ових пет главних компоненти истакнуто је у говору бившег министра иностраних послова Индије Рањана Матаија у Русији.
ИРИГЦ (Индијско-руска међувладина комисија) је главно тело које води послове на нивоу владе између обе земље. Обе земље су чланице међународних тела укључујући УН, БРИКС, Г20 и ШОС. Русија је изјавила да подржава да Индија добије стално место у Савету безбедности Уједињених нација. Поред тога, Русија је изразила интересовање да се придружи СААРЦ- у са статусом посматрача у којем је Индија оснивач.
Индија је друго највеће тржиште за руску одбрамбену индустрију. У 2017, око 68% индијског војног увоза хардвера долазило је из Русије, што Русију чини главним добављачем одбрамбене опреме.  Индија има амбасаду у Москви и два генерална конзулата (у Санкт Петербургу и Владивостоку). Русија има амбасаду у Њу Делхију и шест генералних конзулата (у Ченају, Гои, Хајдерабаду, Калкути, Мумбају и Тривандруму).
Према анкети ББЦ ворлд сервис из 2014, око 85% Руса позитивно гледа на Индију, а само 9% изражава негативно. Слично томе, истраживање јавног мњења 2017. московског невладиног истраживачког центра Левада-Центар наводи да су Руси Индију идентификовали као једног од својих пет најбољих „пријатеља“, док су остале Белорусија, Кина, Казахстан и Сирија. Анкете показују да 60% људи подржава вођење индијске владе у руско-украјинском рату, док се 50% сложило са санкцијама које су друге нације увеле Русији, наводи ЛоцалЦирцлес, платформа друштвених медија заједнице. Анкета спроведена у лето 2022. показује да су Индијци најчешће именовали Русију својим партнером од највећег поверења, при чему је 43% њих именовало Русију као такву у поређењу са 27% оних који су именовали САД.

## Историја
Роба откривена на археолошком налазишту као што је Пазирик указује на то да су номади који су насељавали ову област водили трговинске активности са Индијом током 4.-3. века пре нове ере. Године 1468. руски путник Афанаси Никитин започео је своје путовање у Индију. Између 1468. и 1472. путовао је кроз Персију, Индију и Отоманско царство. Документација о његовим искуствима током овог путовања састављена је у књизи Путовање иза три мора ( Кхоженије за три морја ).
У 18. веку руске градове Астрахањ, Москву и Санкт Петербург често су посећивали индијски трговци. Русија и Иран су коришћени као транзитна трговина између западне Европе и Индије, посебно након што је Петар Велики од Могулског цара Аурангзеба затражио почетак трговинских односа 1696. Деценијама касније, руски цар је лично дао индијској трговачкој компанији Анбу-Рам Мулина право да решава питања имовинских права у Астрахану, дозвољавајући тако Индијцима да довозе караване са својим ланеним тканинама, памуком, свилом и индијском, персијском и узбекистанском тканином. Астраханском гувернеру је наређено да покаже „љубазност и добронамерност“ према индијским трговцима у Русији, који су ценили своју верску слободу и посебне трговинске привилегије које никада нису имали у другим источним земљама; до средине 18. века чланови заједнице плаћали су само 12 рубаља годишње као закуп за радњу у индијском трговачком комплексу, а руске власти су их ослобађале пореза и дажбина. Вредност робе коју су извезли из Астрахана у унутрашње градове Русије 1724. године премашила је 104.000 рубаља, што је износило скоро четвртину целокупне трговине Астрахана, све док британска окупација није потпуно зауставила независну индијску трговину са Русијом.
Године 1801, цар Павле је наредио да се направе планови за инвазију 22.000 Козака на Британску Индију, што се никада није догодило због лошег руковања припремама. Намера је била да Русија склопи савез са Француском и да нападне Британско царство и његову слабу тачку користећи француски корпус од 35.000 људи и руски корпус од 25.000 пешака и 10.000 козака. Неки козаци су се приближили Оренбургу када је цар убијен. Његов наследник Александар И одмах је отказао планове.

### Индија и Совјетски Савез
Стаљин је негативно гледао на Гандија и Конгресну партију, као и на Нехруа, као оруђе британског и монополистичког капитализма. Пре његове смрти 1953. односи су били хладни.
Русија је желела да ојача комерцијалне, културне и књижевне везе са Индијом, и желела је да отвори дипломатску канцеларију у Индији најмање од 1860, али тадашња британска влада у Индији била је против тога. Први конзулат Русије отворен је у Мумбају у новембру 1900. године. Мумбај је у то време такође био удобна станица за хаџ ходочаснике из азијских република под руском влашћу. 1910. године, конзулат је премештен у Калкуту. 12. априла 1947. Русија је отворила своју амбасаду у Њу Делхију.
Срдачан однос започео је 1955. године и представљао је најуспешнији од совјетских покушаја да негује ближе односе са земљама Трећег света. Однос је почео посетом премијера Џавахарлала Нехруа Совјетском Савезу у јуну 1955. и повратком првог секретара Комунистичке партије Никите Хрушчова у Индију у јесен 1955. године. Док је био у Индији, Хрушчов је објавио да Совјетски Савез подржава индијски суверенитет над спорном територијом региона Кашмира и над португалским обалним енклавама као што је Гоа.
Снажни односи Совјетског Савеза са Индијом имали су негативан утицај и на совјетске односе са Народном Републиком Кином и на односе Индије са НР Кином, током Хрушчовљевог периода. Совјетски Савез је прогласио своју неутралност током граничног спора 1959. и кинеско-индијског рата у октобру 1962, иако су се Кинези оштро противили. Совјетски Савез је Индији пружио значајну економску и војну помоћ током Хрушчовљевог периода, а до 1960. Индија је добила више совјетске помоћи него Кина. Овај диспаритет је постао још једна тачка спора у кинеско-совјетским односима. Совјетски Савез је 1962. пристао да пренесе технологију за ко-производњу млазног ловца Микојан-Гуревич МиГ-21 у Индији, што је Совјетски Савез раније одбио Кини.
Године 1965, Совјетски Савез је успешно служио као посредник у миру између Индије и Пакистана након Индо-пакистанског рата 1965. године. Совјетски председавајући Савета министара, буквално премијер Совјетског Савеза, Алексеј Косигин, састао се са представницима Индије и Пакистана и помогао им у преговорима о окончању војног сукоба око Кашмира.
Године 1971. бивши регион Источног Пакистана покренуо је напоре да се отцепи од своје политичке уније са Западним Пакистаном. Индија је подржала сецесију и САД су сматрале могућим уласком Кине како би даље дестабилизовали Индију у преузимању моралног вођства у тој области. Међутим, Кина након кинеско-индијског рата није хтела да уђе у надметање Сједињених Држава за злочине Јахја Кана у данашњем Бангладешу. У међувремену, односи Индије са Совјетским Савезом су стратешки порасли и резултирали Индо-совјетским Уговором о пријатељству и сарадњи, августа 1971. У децембру је помогла Индији да заустави амерички авантуризам користећи војну моћ и окончала сукоб који је обезбедио победу сецесиониста у успостављању нове државе Бангладеш.
Током 1980-их, упркос атентату 1984. од стране сикхских сепаратиста на премијерку Индиру Ганди, сто је био ослонац срдачних индијско-совјетских односа, Индија је одржавала блиске односе са Совјетским Савезом. Указујући на висок приоритет односа са Совјетским Савезом у индијској спољној политици, нови индијски премијер, Раџив Ганди, посетио је Совјетски Савез у својој првој државној посети иностранству у мају 1985. године и потписао два дугорочна економска споразума са Совјетским Савезом. Према Рејаулу Кариму Ласкару, научнику индијске спољне политике, током ове посете, Раџив Ганди је развио лични однос са совјетским генералним секретаром Михаилом Горбачовим. Заузврат, Горбачовљева прва посета држави Трећег света био је његов сусрет са Раџивом Гандијем у Њу Делхију крајем 1986. Генерални секретар Горбачов је безуспешно позвао Раџива Гандија да помогне Совјетском Савезу да успостави азијски систем колективне безбедности. Горбачовљево заговарање овог предлога, који је такође изнео Леонид Брежњев, био је показатељ континуираног совјетског интереса да користи блиске односе са Индијом као средство за обуздавање Кине. Са побољшањем кинеско-совјетских односа касних 1980-их, обуздавање Кине имало је мањи приоритет, али су блиски односи са Индијом остали важни као пример Горбачовљеве нове политике Трећег света.

### Савремени политички односи
Прва велика политичка иницијатива, од распада Совјетског Савеза, између Индије и Русије започела је Стратешким партнерством које су две земље потписале 2000. године. Председник Владимир Путин изјавио је у чланку који је написао на Хинду : „Декларација о стратешком партнерству између Индије и Русије потписана у октобру 2000. године постала је истински историјски корак“. Бивши премијер Манмохан Синг се такође сложио са својим колегом рекавши у говору током посете председника Путина Индији 2012. године: „Председник Путин је цењени пријатељ Индије и оригинални архитекта индијско-руског стратешког партнерства“. Обе земље блиско сарађују на питањима од заједничког националног интереса, укључујући УН, БРИКС, Г20 и ШОС. Русија такође подржава да Индија добије стално место у Савету безбедности Уједињених нација. Поред тога, Русија је гласно подржала придруживање Индије НСГ и АПЕЦ-у. Штавише, такође је изразио интересовање да се придружи СААРЦ- у са статусом посматрача у којем је Индија један од оснивача.
Русија је тренутно једна од само две земље на свету (друга је Јапан) која има механизам за годишње ревизије одбране на министарском нивоу са Индијом. Индо-руска међувладина комисија (ИРИГЦ) је један од највећих и најсвеобухватнијих владиних механизама које је Индија имала са било којом државом на међународном нивоу. Скоро свако одељење Владе Индије присуствује томе.
Односи са Индијом су увек били и сигуран сам да ће бити један од најважнијих спољнополитичких приоритета наше земље. Наше међусобне пријатељске везе испуњене су саосећањем, поверењем и отвореношћу. И морамо искрено рећи да они никада нису били у сенци несугласица или сукоба. Ово схватање – ово је заиста заједничко наслеђе наших народа. Цењен је и негован код нас, у Русији, у Индији. И ми смо с правом поносни на тако блиске односе између наших земаља.— Димитриј Медведев, о односима са Индијом
Уверени смо да Индија живи у срцима сваког Руса. На исти начин, могу да вас уверим да и Русија живи у нашим душама као домовина, као људи који деле наше емоције, наша осећања међусобног поштовања и сталног пријатељства. Живело наше пријатељство!— Пратиба Патил, о односима са Русијом
Однос Индије и Русије је однос дубоког пријатељства и међусобног поверења на који не би утицали пролазни политички трендови. Русија је била стуб снаге у тешким тренуцима у историји Индије. Индија ће увек узвратити на ову подршку. Русија јесте и остаће наш најважнији одбрамбени партнер и кључни партнер за нашу енергетску безбедност, како у нуклеарној енергији, тако и у погледу угљоводоника,— Пранаб Мукерџи, о односима са Русијом
У новембру 2022. индијски министар спољних послова С. Јаисханкар похвалио је Русију као „изузетно стабилног” и „временски тестираног” партнера.
У јануару 2023, портпаролка руског министарства спољних послова Марија Захарова подржала је Индију у њеном спору са британским националним емитером Би-Би-Си око документарца који критикује премијера Нарендре Модија, наводећи да је то део „информационог рата“ против „глобалних центара моћи који воде независну политику ”.
Након почетка рата у Украјини и због санкција које су САД и Европа увеле Русији, почела је да испоручује нафту и хемијска ђубрива по сниженој стопи Индији повећавајући обим билатералне трговине Индије и Русије са 13 милијарди долара [2021-2022] на 27 милијарди долара унутар 2022 што га чини највећим добављачем нафте и ђубрива за Индију. Очекује се да ће до 2023. трговина Индије и Русије премашити 30 милијарди долара. Индија је такође одбила да прихвати ограничење цена руске сирове нафте које је наметнуо западни свет. Међутим, директор ЦИА Вилијам Џеј Бернс рекао је да су речи индијског премијера Нарендре Модија са руским председником Владимиром Путином помогле да се спречи нуклеарна ратна претња из Русије.
Иако нови спољнополитички концепт Русије након рата у Украјини предлаже продубљивање њених односа са Индијом и Кином као противтежом Западу, али Пекинг и Њу Делхи имају своју јединствену политику, дугогодишње контрадикторности Кине и Индије онемогућавају. У последње две деценије однос снага у кинеско-руском савезу се преокренуо. Кина је сада старији партнер, док је Русија додатно умањена мочваром у Украјини, а Москва чак одбацује валидност термина Индо-Пацифик, иако цела стратегија Њу Делхија зависи од успеха ове структуре. Пошто Русија одлаже испоруку противракетног система С-400 Индији под притиском украјинског рата, јавно мњење у Индији доводи у питање њену способност да обезбеди стабилан баланс снага са Кином. Неки ставови верују да Путиново убрзање приближавања Кини доводи до тога да „однос [Индија-Русија] пада од стратешког партнерства веома високе вредности у трансакционо“. Индија је такође појачала дипломатију разноликости како би ублажила негативан утицај продубљивања односа Кине и Русије.

### ИРИГЦ
Индо-руска међувладина комисија (ИРИГЦ) је главно тело које води послове на нивоу владе између обе земље. Неки су га описали као управни одбор за односе Индо-Русије. Подељен је на два дела, од којих први покрива трговинску, економску, научну, технолошку и културну сарадњу. Овом обично копредседавају заменик руског премијера и индијски министар спољних послова. Други део комисије покрива Војнотехничку сарадњу; овим копредседавају министри одбране две земље. Оба дела ИРИГЦ-а се састају годишње.
Поред тога, ИРИГЦ има и друга тела која воде економске односе између две земље. Међу њима су Индо-руски форум о трговини и инвестицијама, Индијско-руски пословни савет, Индијско-руски савет за промоцију трговине, инвестиција и технологије и Индијско-руска привредна комора.
Чланак Владимира Путина објављен је у The Тимес of Индиа 30. маја 2017, дан пре посете премијера Нарендре Модија Русији, поводом обележавања 70 година од успостављања односа између Индије и Русије 13. априла 1947.

## Војни однос
Совјетски Савез је неколико деценија био важан снабдевач одбрамбеном опремом, а ту улогу наследила је Руска федерација. Између 2012. и 2016. године, Русија чини 68% индијског увоза одбране, а Индија и Русија су продубиле сарадњу у производњи одбране у Индији потписивањем споразума за изградњу поморских фрегата, двомоторних хеликоптера КА-226Т (заједничко предузеће ( ЈВ) да направи 60 у Русији и 140 у Индији), крстарећу ракету Брахмос (ЈВ са 50,5% Индија и 49,5% Русија). Између 2013. и 2018. године, Русија је чинила 62% продаје оружја Индији. Према СИПРИ-ју, Русија је била највећи добављач оружја Индији у 2013–17 и 2018–22, али је њен удео у укупном индијском увозу оружја пао са 64% на 45%, док је Француска постала други највећи добављач између 2018-2018. 22.
Русија и Индија су 1997. године потписале десетогодишњи споразум о даљој војно-техничкој сарадњи која је обухватала широк спектар активности, укључујући набавку комплетног наоружања, заједнички развој и производњу и заједнички маркетинг наоружања и војних технологија. Сарадња није ограничена на однос купац-продавац, већ укључује заједничко истраживање и развој, обуку, контакте између услуга и услуга, укључујући заједничке вежбе. Последње заједничке поморске вежбе одржане су у априлу 2007. у Јапанском мору, а заједничке ваздухопловне вежбе одржане су у септембру 2007. у Русији. Међувладином комисијом за војно-техничку сарадњу копредседавају министри одбране две земље. Седма седница ове Међувладине комисије одржана је у октобру 2007. године у Москви. Током посете потписан је споразум између две земље о заједничком развоју и производњи перспективних вишенаменских ловаца. Индија и Русија су 2009. обновиле пакт о сарадњи у области одбране започет у совјетско доба, што је резултирало продајом мноштва одбрамбене опреме Индији, као и појавом земаља као развојних партнера за разлику од чистог односа купац-продавац, укључујући заједнички пројекти за развој и производњу борбених авиона пете генерације (ФГФА) и вишенаменског транспортног авиона (МТА). У 2012. години, обе земље су потписале одбрамбени уговор вредан 2,9 милијарди долара током посете председника Путина Индији за 42 нова Сухоја која ће бити произведена по лиценци од стране ПСУ Хиндустан Аеронаутицс, што ће додати 230 Сухоја раније уговорених од Русије. Међутим, Индија се коначно повукла из заједничког пројекта стелт ловца са руским Сухојем 2018.
У октобру 2018. Индија је потписала историјски споразум вредан 5,43 милијарде долара са Русијом о набавци пет противракетних одбрамбених система земља-ваздух С-400 Тријумф, једног од најбољих система противракетне одбране на свету игноришући амерички акт ЦААТСА. САД су запретиле Индији санкцијама због одлуке Индије да од Русије купи ракетни одбрамбени систем С-400.
Индија и Русија имају неколико великих заједничких војних програма, укључујући:
- Програм крстарећих ракета БрахМос
- Програм Сухој Су-30МКИ (230+ ће изградити Хиндустан Аеронаутицс)
- КА-226Т двомоторни помоћни хеликоптери
- Бројне фрегате

Поред тога, Индија је купила/изнајмила разнe врсте војних хардвера из Русије:
- С-400 Триумф
- Камов Ка-226 200 биће произведен у Индији у оквиру иницијативе Маке ин Индиа.
- Т-90С Бхишма са преко 1000 ће бити изграђен у Индији
- Нуклеарна подморница Акула-ИИ (2 за закуп са опцијом куповине када истекне закуп)
- Програм носача авиона ИНС Викрамадитиа
- бомбардери Ту-160 (планирани, нису испоручени)[54]
- Надоградња МиГ-29 вредна 900 милиона долара
- Мил Ми-17 (80 наручено) више у Сервису.
- Иљушин Ил-76 Цандид (6 наручено да стане на израелски радар Пхалцон )
- Ваздухопловном базом Фаркхор у Таџикистану тренутно заједнички управљају индијске и ваздухопловне снаге Таџикистана.

Русија је саопштила да је упркос текућем сукобу са Украјином, који је изазвао међународне санкције, испунила своје уговорне обавезе и испоручила све системе наоружања, укључујући ПВО систем С-400, према распореду. Такође, Москва је саопштила да очекују да ће серијска производња јуришних пушака АК 203 у Индији почети крајем 2022. - почетком 2023. године. Дмитриј Шугајев, шеф Федералне службе за војнотехничку сарадњу (ФСМТЦ), рекао је да је руска страна спремна за сарадњу и да је већ поднела предлоге о заједничком развоју и производњи савремених типова војне опреме и да активно користи принцип „Направи у Индији. Руска страна је на форуму Армија-2022 изразила спремност за сарадњу и представила предлоге за заједнички развој и производњу савремених типова војне опреме, односно „главног борбеног тенка будућности, борбеног возила пешадије, авиона пете генерације, дизел-електричне подморнице и друге врсте савременог наоружања“.
Председник Русије Владимир Путин присуствовао је Vostok-2022 војна вежба на руском Далеком истоку. Осим руских трупа, вежбе су, између осталих, укључивале и војне снаге из Индије.
У 2023. години Русија и Индија планирају да одрже неколико заједничких војних вежби. Вежбе ће се одржати у Јужном војном округу у оквиру војног пројекта Индра, који је први пут реализован далеке 2003. године. За наредну годину земље су планирале и одржавање манифестације „АвиаИндра“.
Генерални директор индијско-руске организације БрахМос је 18. октобра 2022. обавестио руске новинаре о времену тестирања ракете БраМос НГ која се развија у оквиру заједничког пројекта. Према његовим речима, „пробне ракете су заказане за 2024. годину“. Тренутно инжењери дизајна раде на шеми оружја. Одбрана пројекта, како очекује главни директор, требало би да се одржи у Москви на локацији НПО Машиностроенија.
Русија планира да Индији 2023. године испоручи фрегату „Тушил” и фрегату „Тамала” пројекта 11356, створене у балтичком бродоградилишту „Јантар”. Првобитно су грађени за руску морнарицу, али због одбијања Украјине да обезбеди моторе, бродови се припремају за индијску страну. Фрегата „Тушил“ је поринута у октобру 2021. године, „Тамала“ према плану биће поринута крајем 2022. године.

## Економски односи
Билатерална трговина између обе земље концентрисана је у кључним секторима ланца вредности. Ови сектори обухватају веома разноврсне сегменте као што су машине, електроника, ваздухопловство, аутомобили, комерцијални транспорт, хемикалије, фармацеутски производи, ђубрива, одећа, драго камење, индустријски метали, нафтни производи, угаљ, врхунски производи од чаја и кафе. Билатерална трговина у 2002. износила је 1,5 милијарди долара и порасла је за преко 7 пута на 11 милијарди долара у 2012. и обе владе су поставиле циљ билатералне трговине од 30 милијарди долара до 2025. Билатерална тела која остварују економске односе између две земље укључују ИРИГЦ, Индо-руски форум за трговину и инвестиције, Индијско-руски пословни савет, Индијско-руски савет за промоцију трговине, инвестиција и технологије, Савет извршних директора Индије и Русије и Индијско-руска привредна комора.
Обе владе су заједнички развиле економску стратегију која укључује коришћење низа економских компоненти за повећање будуће билатералне трговине. То укључује развој ФТА између Индије и ЕЕУ, билатерални уговор о промоцији и заштити инвестиција, нови механизам економског планирања уграђен у ИРИГЦ, поједностављење царинских процедура, нове дугорочне споразуме о проширењу трговине енергијом, укључујући нуклеарну, нафте и гаса. Коначно, дугорочни уговори са добављачима у кључним секторима као што су нафта, гас и необрађени дијаманти. Компаније као што су Росњефт, Газпром, Ессар и Алроса ће деловати као дугорочни добављачи.
Русија је изјавила да ће сарађивати са Индијом на њеној иницијативи „ Направи у Индији “ ангажовањем на развоју „ Паметних градова “, ДМИЦ-а, ваздухопловног сектора, комерцијалног нуклеарног сектора и унапређења производње руских војних производа кроз сарадњу -развој и копродукција. Русија је пристала да учествује у огромном, преко 100 милијарди долара, ДМИЦ инфраструктурном пројекту који ће на крају повезати Делхи и Мумбаи са железницама, аутопутевима, лукама, међусобно повезујући паметне градове и индустријске паркове. Руски председник Владимир Путин изјавио је у интервјуу да је један од приоритета његове владе изградња паметног града у Индији, „паметног града на бази руских технологија“. АФК Система ће вероватно бити примарна руска компанија укључена у пројекат због свог претходног искуства у пројектима паметних градова у Уфи, Казању и Ростову.
Обе земље су се такође сложиле да раде заједно у сектору ваздухопловства на заједничком развоју и копроизводњи авиона, примери укључују Сухој Суперџет 100, МС-21, ФГФА, МТА и Камов Ка-226. Неки од заједнички развијених авиона ће се заједнички комерцијално извозити у треће земље и на страна тржишта, нпр. ФГФА и Камов Ка-226. Председник руског УАЦ- а Михаил Погосјан изјавио је у интервјуу: „Планирамо да продамо у Индији око 100 путничких авиона до 2030. године, што ће чинити 10 одсто индијског тржишта авиона у том сегменту” и даље навео: „Невиђени обим руско-индијске сарадње у војној авијацији створила је научну и инжењерску основу за предузимање заједничких пројеката у цивилној авијацији“.
Индија је тренутно највећи светски центар за сечење и полирање дијаманата. Обе земље су се сложиле да поједноставе своју билатералну трговину дијамантима кроз смањење прописа и царина. Индијски премијер Моди је у интервјуу изјавио: „Дао сам три предлога председнику Путину. Прво, волео бих да Алроса има директне дугорочне уговоре са више индијских компанија. Драго ми је што знам да се крећу у овом правцу. Друго, желим да Алроса и други тргују директно на нашој берзи дијаманата. Одлучили смо да направимо зону са посебним обавештењима где рударске компаније могу да тргују дијамантима на консигнационој основи и да поново извозе непродате. Треће, тражио сам реформу регулативе како би Русија могла да шаље необрађене дијаманте у Индију и поново увози брушене дијаманте без додатних дажбина“. Аналитичари предвиђају да ће се кроз поједностављене процедуре и иницијативе билатерална трговина у овој области значајно повећати.
Русија је пристала да изгради више од 20 нуклеарних реактора у наредних 20 година. Руски председник је у интервјуу изјавио: „Садржи планове за изградњу преко 20 нуклеарних блокова у Индији, као и сарадњу у изградњи нуклеарних електрана које је пројектовала Русија у трећим земљама, у заједничком вађењу природног уранијума, производњи нуклеарног горива и елиминација отпада“. Група Газпром и индијски ГАИЛ су 2012. године договорили испоруку ЛНГ- а Индији од 2,5 милиона тона годишње у периоду од 20 година. Очекује се да ће испоруке ЛНГ-а за овај уговор почети било када између 2017. и 2021. Индијске нафтне компаније инвестирале су у руски нафтни сектор, значајан пример је ОНГЦ-Видесх који је уложио преко 8 милијарди долара са великим уделима у нафтним пољима као што је Сахалин-1. У заједничком саопштењу обе владе су навели: „Очекује се да ће индијске компаније снажно учествовати у пројектима везаним за нова нафтна и гасна поља на територији Руске Федерације. Стране ће проучити могућности изградње система цевовода угљоводоника који би повезивао Руску Федерацију са Индијом.“
Званичници из обе земље разговарали су о томе како да повећају сарадњу између њихових земаља у одговарајућим ИТ индустријама. Руски министар комуникација Николај Никифоров изјавио је у интервјуу: „Развој ИТ производа и софтвера традиционално је јака тачка Индије. Поздрављамо могуће заједничке пројекте на терену и ближе контакте између руских и индијских компанија.“
Због тога што је Индија поједноставила недавне промене визног режима за Русе који путују у Индију, број туриста се повећао за преко 22%. Индијски конзулати у Москви, Владивостоку и Санкт Петербургу су 2011. године издали 160.000 виза, што је повећање од преко 50% у односу на 2010.
Обе земље су поставиле циљ улагања од 30 милијарди долара до 2025. године. Пошто су испуниле циљ до 2018. године, Индија и Русија очекују да повећају цифру на 50 милијарди долара. Индија је такође предложила успостављање посебне економске зоне за руске компаније.
Индија је 5. септембра 2019. обећала кредитну линију од милијарду долара ( повољни зајмови) за развој далеког истока Русије.
У марту 2022. године, када су западне земље увеле економске санкције Русији након њене инвазије на Украјину, Индија и Русија су истражиле алтернативне системе плаћања због искључења већине руских банака из СВИФТ -а и Виса/Мастерцард-а. Званичници обе земље су разговарали о прихватању РуПаи и МИР картица. Резервна банка Индије и Банка Русије настоје да олакшају финансијске трансакције путем независног система размене рупија-рубља, посебно за куповину сунцокретовог уља од стране Индије и извоз нафтних деривата и ђубрива од стране Руске Федерације. Индија такође у великој мери зависи од Русије у погледу своје одбрамбене опреме и делова. Поред тога, Индиан Оил Цорп. је наводно постигла договор о куповини 3 милиона барела нафте од руског Росњефта уз попуст од 20% у односу на светске цене.
Руски амбасадор у Индији је 2. августа 2022. најавио интересовање индијске стране за присуство на руском тржишту, посебно индијских фармацеутских производа, кожне галантерије, текстила и пољопривредних производа.
Руски увоз из Индије износио је 3,1 милијарду долара или 1% њеног укупног увоза и 0,7% укупног извоза Индије у 2014. 10 главних роба извезених из Индије у Русију су:
| Извоз индијске робе у Русију (2014) | Извоз индијске робе у Русију (2014) |
| Производ Категорија                 | Количина (милиона долара)           |
| ----------------------------------- | ----------------------------------- |
| Лекови                              | 819,1 долара                        |
| Електронска опрема                  | 382,3 долара                        |
| Машине, мотори, пумпе               | 159,4 долара                        |
| Гвожђе и челик                      | 149,1 долара                        |
| Одећа (не плетена или хеклана)      | 135,7 долара                        |
| Кафа, чај и зачини                  | 131,7 долара                        |
| Дуван                               | 113,9 долара                        |
| Возила                              | 111,1 долара                        |
| Плетена или хеклана одећа           | 97,9 долара                         |
| Друге припреме хране                | 77,7 долара                         |

Руски извоз у Индију износио је 6,2 милијарде долара или 1,3% њеног укупног извоза и 0,9% укупног увоза Индије у 2014. 10 главних роба извезених из Русије у Индију су:
| Извоз руске робе у Индију (2014)    | Извоз руске робе у Индију (2014) |
| Производ Категорија                 | Количина (милиона долара)        |
| ----------------------------------- | -------------------------------- |
| Драгуљи, племенити метали, кованице | 1100,0 долара                    |
| Машине, мотори, пумпе               | 707,4 долара                     |
| Електронска опрема                  | 472,7 долара                     |
| Ђубрива                             | 366,8 долара                     |
| Медицинска, техничка опрема         | 302,7 долара                     |
| уље                                 | 223,8 долара                     |
| Гвожђе и челик                      | 167,4 долара                     |
| Папир                               | 136,8 долара                     |
| Неорганске хемикалије               | 127,4 долара                     |
| Сол, сумпор, камен, цемент          | 105,1 долара                     |

За само пет месеци 2022. билатерална трговина између Русије и Индије достигла је рекордан раст од 18,229 милијарди долара. Поређења ради, прошле године је ова цифра износила 13,124 милијарде долара, а претходне године 8,141 милијарду долара. Сада је Русија постала седми највећи трговински партнер Индије, попевши се на ово место са 25. позиције коју је заузимала прошле године. Удео Русије у укупном трговинском обиму Индије порастао је на 3,54% у поређењу са 1,27% у 2021-2222.
Русија и Индија успешно сарађују у банкарском сектору. Руска Федерација је 2010. године отворила канцеларију Сбербанке у Њу Делхију. Прошле године је филијала капитализована и до сада је капитал филијале достигао 100 милиона долара. Русија је 2022. године добила дозволу од регулатора у Индији да отвори другу канцеларију у Мумбају. Земље планирају да реализују пројекат 2023.

### Споразум о слободној трговини
Обе владе су дуго посматрале своју билатералну трговину далеко испод њеног оптималног потенцијала, са јединим дугорочним начином да се то исправи кроз склапање споразума о слободној трговини (ФТА). Обе владе су основале заједничку студијску групу (ЈСГ) за преговоре о спецификацијама споразума, а коначни споразум би био потписан између Индије и Евроазијске економске уније чији је део Русија (такође укључујући Казахстан, Јерменију, Киргистан и Белорусију). Тиме би индо-руски ФТА резултирао много већим споразумом о слободној трговини укључујући Индију, Русију, Казахстан, Јерменију, Киргистан и Белорусију. Предвиђа се да ће се билатерална трговина вишеструко повећати када буде успостављен ФТА, чиме ће се значајно повећати значај економије у билатералним везама.
Табела у наставку приказује недавни учинак индо-руске билатералне трговине:
| Индо-руска трговина (2009–12) | Индо-руска трговина (2009–12)    | Индо-руска трговина (2009–12) |
| Година                        | Обим трговине (милијарде долара) | Годишња промена               |
| ----------------------------- | -------------------------------- | ----------------------------- |
| 2009                          | 7,46 долара                      |                               |
| 2010                          | 8,53 долара                      | +14,34%                       |
| 2011                          | 8,87 долара                      | +3,98%                        |
| 2012                          | 11,04 долара                     | +24,50%                       |

### Сарадња у енергетском сектору
Енергетски сектор је важна област у индо-руским билатералним односима. ОНГЦ-Видесх је 2001. године купио 20% удела у пројекту нафте и гаса Сахалин-И у Руској Федерацији и уложио је око 1,7 милијарди долара у пројекат. Гаспром, руска компанија и Управа за гас Индије сарађивали су у заједничком развоју блока у Бенгалском заливу. Пројекат нуклеарне енергије Куданкулам са два блока од по 1000 МВ добар је пример сарадње у нуклеарној енергији Индо-Руске. Обострано је изражен интерес за проширење сарадње у енергетском сектору.
У децембру 2008. Русија и Индија су потписале споразум о изградњи цивилних нуклеарних реактора у Индији током посете руског председника Њу Делхију.
Током руске инвазије на Украјину, Индија је увозила много руске нафте са сниженим ценама, Русија је постала други највећи добављач нафте у Индији у мају, гурајући Саудијску Арабију на треће место, али и даље иза Ирака који остаје број 1, показују подаци из трговинских извора, чини 18% индијског увоза сирове нафте. Индија је повећала своју енергетску зависност од Русије након сукоба у Украјини, пошто се увоз руског течног гаса, сирове нафте и угља утростручио на скоро 5 милијарди америчких долара у првој половини 2022. После јануара 2023. Русија је постала највећи добављач нафте у Индији, заменивши Ирак. Индијски увоз нафте из Русије порастао је 5. месец заредом у новембру, чинећи 23% укупног увоза Индије од 4 милиона барела нафте дневно. То је било 4% више од увоза из Русије у октобру.

### Транспортни коридор север-југ
Транспортни коридор север-југ је бродска, железничка и друмска рута за кретање терета између Индије, Русије, Ирана, Европе и средње Азије. Рута првенствено укључује кретање терета из Индије, Ирана, Азербејџана и Русије бродом, железницом и друмом. Циљ коридора је повећање трговинске повезаности између великих градова као што су Мумбај, Москва, Техеран, Баку, Бандар Абас, Астрахан, Бандар Анзали итд. Суве вожње на две руте су спроведене 2014. године, прва је била од Мумбаја до Бакуа преко Бандар Абаса, а друга је била од Мумбаја до Астрахана преко Бандара Абаса, Техерана и Бандара Анзалија. Циљ студије је био да се идентификују и адресирају кључна уска грла. Резултати су показали да су трошкови транспорта смањени за "2.500 долара по 15 тона терета". Остали правци који се разматрају укључују преко Јерменије, Казахстана и Туркменистана.

## Наука и технологија
Текућа сарадња у области науке и технологије, у оквиру Интегрисаног дугорочног програма сарадње (ИЛТП) је највећи програм сарадње у овој сфери и за Индију и за Русију. ИЛТП координира Одељење за науку и технологију са индијске стране и Академија наука, Министарство науке и образовања и Министарство индустрије и трговине са руске стране. Развој авиона САРАС Дует, полупроводничких производа, супер компјутера, поливакцина, ласерске науке и технологије, сеизмологије, материјала високе чистоће, софтвера и ИТ и ајурведе су неке од приоритетних области сарадње у оквиру ИЛТП. У оквиру овог програма, основано је осам заједничких индо-руских центара који ће се фокусирати на заједнички истраживачки и развојни рад. Два друга заједничка центра за обојене метале и акцелераторе и ласере се успостављају у Индији. Заједнички технолошки центар са седиштем у Москви за изношење најновијих технологија на тржиште је такође у процесу обраде. Заједнички савет ИЛТП-а састао се у Москви 11-12. октобра 2007. да би размотрио сарадњу и дао јој даљи правац. У августу 2007. потписан је Меморандум о разумевању између Одељења за науку и технологију и Руске фондације за основна истраживања, Москва, за наставак научне сарадње.
У јуну 2010. године у Москви је основан Руско-индијски научно-технолошки центар (РИ СТЦ) као структура ефективне иновативне интеракције у циљу проналажења облика комерцијализације резултата заједничких научних и техничких истраживања. У априлу 2012. године одржано је званично отварање филијале РИ СТЦ у Делхију.

### Свемирска сарадња
Дуга је историја сарадње Совјетског Савеза и Индије у свемиру. Примери укључују Аријабхату, први индијски сателит који је добио име по истоименом индијском астроному. Лансирао га је Совјетски Савез 19. априла 1975. из Капустин Јара помоћу ракете-носача Космос-3М. Једини Индијац који је посетио свемир, Ракеш Шарма, такође је лансиран од стране Совјетског Савеза у оквиру свемирског програма Интеркосмос. Током посете председника Владимира Путина Индији у децембру 2004. потписана су два билатерална споразума у вези са свемиром, тј. Међувладин кровни споразум о сарадњи у свемиру у мирољубиве сврхе и Споразум Међукосмичке агенције о сарадњи у руском сателитском навигационом систему ГЛОНАСС. Након тога, потписан је низ накнадних споразума о ГЛОНАСС-у. У новембру 2007. две земље су потписале споразум о заједничком истраживању Месеца. Ови програми космичке сарадње су у фази имплементације. Цхандраиаан-2 је била заједничка мисија за истраживање Месеца коју су предложиле Индијска организација за истраживање свемира (ИСРО) и Руска Федерална свемирска агенција (РКА) и имала је пројектовану цену од 4,25 ИНР милијарди (90 милиона америчких долара). Мисија, за коју је предложено да буде лансирана 2017. године од стране Геосинхроног сателитског лансирног возила (ГСЛВ), укључивала је лунарни орбитер и ровер произведен у Индији, као и један лендер који је изградила Русија. Али због поновљених кашњења у заједничком подухвату, индијска страна је на крају одлучила да развије сопствени лендер и сама сноси све трошкове мисије. Касније је ИСРО развио сопствени лендер по имену Викрам и успешно лансирао мисију Цхандраиаан-2 22. јула 2019. из СДСЦ СХАР, Срихарикота, Андхра Прадеш.
Русија и Индија су у децембру 2021. потписале споразум о мерама заштите технологија у области свемира. Две земље договориле су проширење и јачање партнерских односа између руског Роскосмоса и Индијске организације за свемирска истраживања, као и сарадњу у области свемирских програма са посадом и сателитске навигације. Поред тога, Русија и Индија су планирале да истраже изгледе за развој сарадње у области развоја ракета-носаца и истраживања планета.
Дана 10. фебруара 2020. године, Главкосмос дд и Центар за летове у свемиру са људском посадом Индијске организације за истраживање свемира, у оквиру споразума о пружању помоћи Индији у припреми за лансирање астронаута, започели су обуку пилота индијског ваздухопловства. Индијски кандидати за астронауте прошли су физичку и медицинску обуку, проучавали руски језик, дизајне, изгледе и системе транспортне летелице Сојуз са посадом. Шеф Роскосмоса Дмитриј Рогозин је 22. марта 2021. објавио завршетак индијског програма обуке космонаута.
У октобру 2022. године, Главкосмос АД је испоручио индијској страни системе и опрему за транспортну летелицу Гаганиан са посадом, као и индивидуалну опрему (скафандера, фотеље и лоџменте руског научно-производног предузећа АД Звезда) за индијске космонауте.

### Нуклеарни послови
Индија је 7. новембра 2009. потписала нови нуклеарни споразум са Русијом осим споразума које су две земље раније договориле. Индија и Русија разговарају о изградњи још две нуклеарне јединице у Куданкуламу. Два блока Нуклеарне електране Куданкулам су већ у функцији. Током посете руског председника Владимира Путина Индији на 13. годишњем самиту, договорена је мапа пута сарадње за цивилну нуклеарну енергију. До 2030. године биће изграђено шеснаест до осамнаест нових реактора, са инсталираном снагом од 1.000 МВ сваки. Реактор од 1.000 МВ кошта око 2,5 милијарди долара, тако да би уговор могао достићи вредност од 45 милијарди долара.
Русија и Бангладеш су у новембру 2011. године потписале међувладин споразум о сарадњи на изградњи прве бангладешке НЕ „Руппур“, коју чине два енергетска блока са руским реакторима типа ВВЕР, електричног капацитета од 1200 МВ, чији је животни циклус 60 година, са могућношћу продужења за још 20 година. Дана 23. децембра 2015. године, током посете генералног директора Росатома Сергеја Киријенка Бангладешу, потписан је генерални уговор за изградњу прве бангладешке нуклеарне електране. Почетком 2017. Русија је Индији дала кредит од 11,38 милијарди долара за финансирање главне фазе изградње НЕ. Изградња нуклеарне електране почела је 2021. године. Тренутно су у току радови на првом и другом блоку. На основу најновијег распореда, блокови ће бити пуштени у рад у фебруару 2024. године, односно крајем исте године.

## Сарадња у културној сфери
Индо-руски односи у области културе су историјски. Један од првих руских посетилаца у Индији био је Афанасиј Никитин, трговац из Твера у Русији. Његово чувено путовање (1466–1472) документовано је у књизи Хожденије преко три мора. Никитин је провео три године у Индији (1469–1472) путујући у њене бројне регионе и документујући њене људе, културу, економију, технологију, историју, друштво и храну. Никитиново путовање је приказао совјетски глумац Олег Стриженов заједно са легендом хиндског екрана Наргис Дут у филму из 1950 -их Путовање иза три мора.
Астрахан у Русији је историјски био трговачки центар за индијске трговце од 16. века. Године 1722. Петар Велики се састао са Анбу-Рамом, вођом индијских трговаца у Астрахану. На састанку је Петар Велики пристао на Анбу-Рамов захтев за пуну слободну трговину, укључујући права на транзит.
Први руски превод Бхагавад Гите објављен је 1788. декретом по наређењу Катарине Велике. Руски пионири који су путовали у Индију и проучавали индијску културу укључују Герасима Лебедева који је проучавао древне индијске језике 1780-их и касније Николаја Рериха који је студирао индијску филозофију. Рерицх је био под утицајем филозофије Рамакрисхне и Вивекананде, поезије Рабиндраната Тагореа и Бхагавад Гите. У Индији је у октобру 2004. године обележено 130 година од рођења Николе Рериха и 100 година од рођења Светослава Рериха.
Водећи руски индиолози као што су Иван Минајев, Сергеј Олденбург, Фјодор Шчербацкој, Јуриј Кнорозов, Александар Кондратов, Никита Гуров и Јевгениј Челишев фокусирали су своја истраживања на разумевање индског писма, санскрита и индијске књижевности.
Традиционално, између Индије и СССР-а постоји јака сарадња у области кинематографије. Неколико генерација Руса је одрасло гледајући титловане индијске филмове (углавном Боливуд) и обрнуто за Индијце који су гледали руске филмове. Популарни индијски филмови у СССР-у укључивали су Авара, Боби, Баруд, Мамта и Дисцо Данцер. Недавни савремени филмови који су у потпуности снимљени у Русији укључују Луцки: Но Тиме фор Лове. Међутим, након распада СССР-а тржишни удео Боливуда се смањио у Русији. У последње време, међутим, дошло је до повећања због тога што гледаоци имају приступ преко кабловских и сателитских канала. Заменица руског министра културе Елена Миловзорова изјавила је у интервјуу да ће индијско-руска заједничка радна група (ЈВГ) разговарати о процедурама које ће омогућити да филмске индустрије обе земље заједно сарађују у филмској продукцији. Краснодарски крај је међу званичницима разматран као могуће подручје за снимање будућих боливудских филмова. Бивши руски председник Дмитриј Медведев, познат као обожавалац боливудских филмова, посетио је филмски сет студија Јаш Рај и упознао се са боливудским звездама као што су Схах Рукх Кхан, Иасх Цхопра и Кареена Капоор током своје државне посете Индији. Он је у интервјуу изјавио: „Наша земља је једно од места где се индијска култура највише диви“, поред тога је навео: „Русија и Индија су једине земље у којима сателитски канали емитују индијске филмове 24/7“.
Јога у Русији расте и постаје све популарнија од 1980-их, посебно у великим градовима и урбаним центрима, углавном због своје репутације по здравље. Међутим, она има своје корене много раније у Русији у време познатог руског глумца и тренера Константина Станиславског на кога су значајно утицале јога и индијска филозофија.
Руско представништво Россотрудничества (РРО) основано 1965. има пет руских центара за науку и културу (РЦСЦ) у Индији међу којима су Њу Делхи, Мумбаи, Колката, Ченај и Тривандрум. Шеф РРО и директор РЦСЦ Фјодор Розовски очекује да ће културне везе између обе земље расти. Он и други званичници такође очекују да ће се број индијских студената који студирају у Русији повећати када обе земље потпишу споразум о заједничком признавању диплома високог образовања. На Универзитету у Москви постоји одсек за хинди језик заједно са пет катедри за индологију у Москви, Санкт Петербургу, Казању и Владивостоку.
Дани руске културе одржани су у Индији у новембру 2003. године, у Делхију, Калкути и Мумбају. „Дани индијске културе“ у Русији организовани су од септембра до октобра 2005. године у Русији. Главни министар Територије главног града Делхија предводио је делегацију за учешће на манифестацији „Дани Делхија у Москви“ од 28. маја до 1. јуна 2006. године. „Година Русије у Индији“ одржана је 2008. године. Уследила је „Година Индије у Русији“ 2009. године.
У периоду од 2018. до 2019. Индијски савет за културне односе (ИЦЦР) потписао је Меморандум о разумевању са руском организацијом РОССЦОНЦЕРТ. Документ је отворио могућност да трупе уметника из обе земље наизменично посећују Индију и Русију. У 2019. години четири групе из Индије – „Катхак“, „Хиндустани Калари“, „Боливуд“ и „Схехнаи“ посетиле су низ региона Руске Федерације. Поред тога, успостављене су индијско-руске радне групе и програм културне размене, који такође задовољавају културне и туристичке потребе обе земље.